# Metz

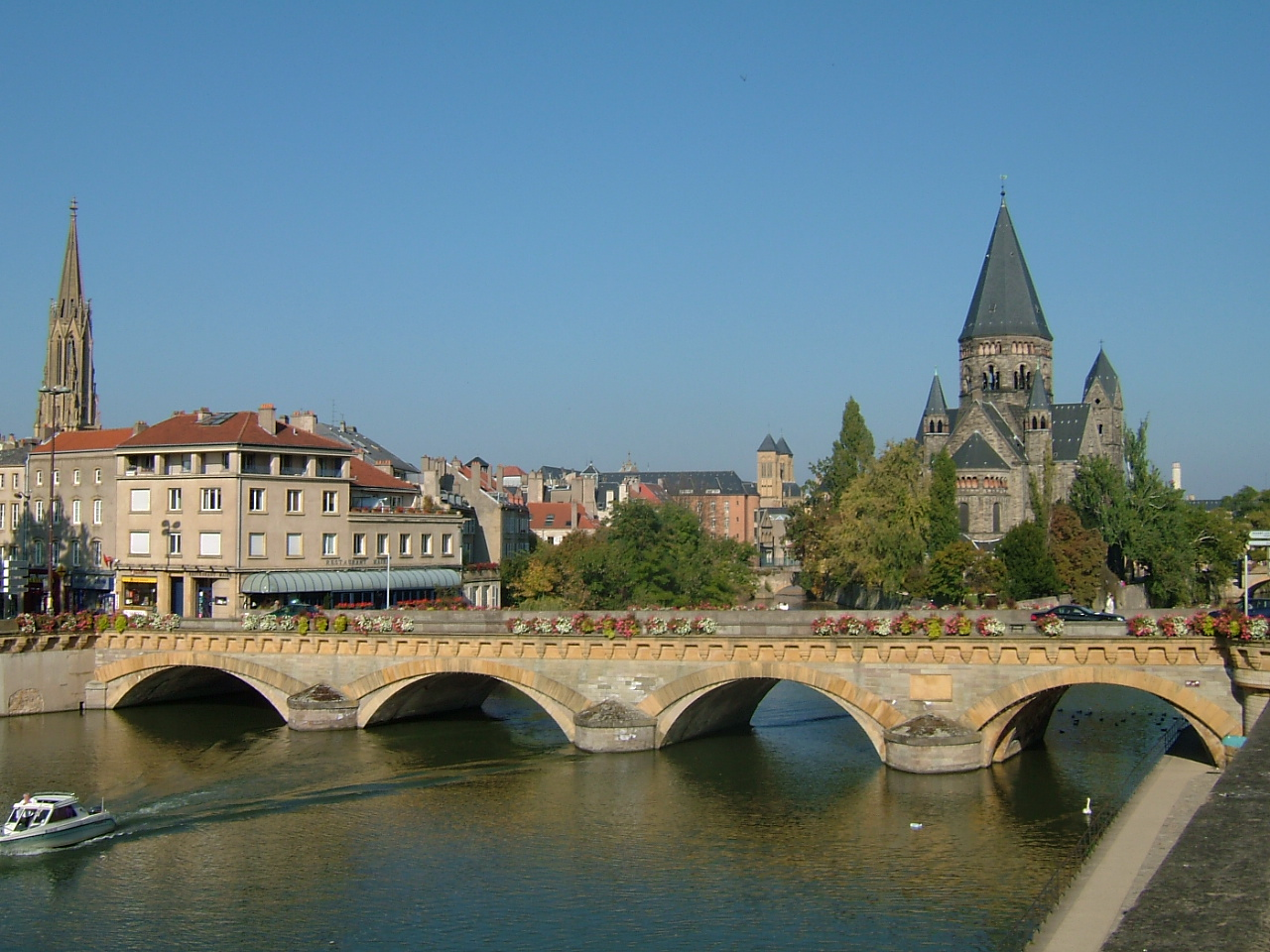
Pont Moyen

Metz (uttal (fil)) är en stad och kommun i departementet Moselle i regionen Grand Est i nordöstra Frankrike vid floden Mosel. År 2022 hade Metz 121 695 invånare. Metz är en flodhamn och handelsstad och har bland annat livsmedels- och metallindustri samt elektroteknisk tillverkning. I Metz finns den stora och mycket vackra Metz katedral, helgad åt Sankt Stefan (katedralens franska namn: Cathédrale Saint Étienne de Metz). Universitetet i Metz med cirka 15 000 studerande har gamla anor.
En del av den medeltida bebyggelsen, murar och stadsportar, har bevarats, liksom den gotiska katedralen (1200–1500-talen).

## Historia
Under romartiden var det galliska Metz (Mettis) en viktig gränsfästning. Staden var huvudstad i Austrasien. Under inledningen av Romarrikets sönderfall brände Attila Metz i april 451. När Frankerriket styckades 870 kom staden till Lothringen och därmed senare till Tysk-romerska riket, där Metz var fri riksstad. År 1552 erövrades staden av fransmännen, som gjorde den till en stark fästning. Staden intogs av tyskarna under fransk-tyska kriget 1870–1871 och tillföll Tyskland, men blev åter fransk 1918 efter första världskriget.

## Kultur
Metz gamla garnisonsområde har blivit ombyggt till ett kulturcentrum i centrala delarna av staden. En av de gamla militärbyggnaderna har byggts om till konserthall, Arsenal, med plats för 1 350 åskådare.
Poeten Paul Verlaine 1844–1896 och kompositören Ambroise Thomas 1811–1893 är två av Metz mer kända kulturpersonligheter.

## Kommunikationer
På grund av sin strategiska position har Metz en järnvägsstation som kunde ta bortåt 25 000 soldater med hästar och artilleri per dygn vid sekelskiftet 1900. Den är uppförd av tyskar och är byggd i tysk stil och nyligen renoverad. Den station som TGV Est använder sig av i Lorraine ligger dock cirka 10 km utanför Metz. Från denna station går skyttelbussar in till själva Metz centrum. Vid invigningen av TGV Est bojkottade borgmästaren för Metz invigningen i protest mot att TGV inte går in i själva staden.
Motorvägarna A4 och A31 passerar Metz.

## Sport
Från Metz kommer fotbollslaget FC Metz som säsongen 2008/2009 spelade i franska Ligue 2. Andra sporter på professionell nivå är SMEC Handboll, MAHC Ishockey och RC Metz Rugby.

## Utbildning
- CentraleSupélec
- École supérieure d'électricité

## Befolkningsutveckling
Antalet invånare i kommunen Metz
| Referens: INSEE |